# Khaly Thiam
Khaly Iyane Thiam (* 7. Januar 1994 in Dakar) ist ein senegalesischer Fußballspieler.

## Karriere
Thiam spielte für die Jugendmannschaften des Verein Racing Club Dakar, ehe er 2012 seine Profikarriere beim ungarischen Verein Kaposvári Rákóczi FC startete. Hier spielte er zwei Spielzeiten lang und zog dann innerhalb Ungarns zum MTK Budapest FC weiter. Von diesem Verein wurde er 2016 an das US-amerikanischen MLS-Franchise Chicago Fire ausgeliehen.
In der Wintertransferperiode 2016/17 wurde Thiam in die türkische Süper Lig zu Gaziantepspor abgegeben. Nach einer halben Saison wechselte er zu FK Dynamo Moskau. Im Anschluss daran folgte ein Leihgeschäft zu Lewski Sofia, der bulgarische Hauptstadtclub verpflichtete ihn daraufhin fest. 
2020 wechselte Thiam in die Türkei zu Altay Izmir und zwei Jahre später zu Pendikspor.